# Tony DiCicco
Pour les articles homonymes, voir Cicco.
Tony DiCicco, né le 5 août 1948 à Wethersfield (Connecticut) et mort le 19 juin 2017, est un joueur américain de soccer devenu entraîneur.
Il est connu pour avoir dirigé la sélection féminine et américaine de soccer, remportant une coupe du monde et un titre olympique.

## Palmarès
- Jeux olympiques
  - Médaille d'or en 1996

- Coupe du monde de football féminin
  - Champion en 1999